# 井上茂亮
井上 茂亮（いのうえ しげあき）は、日本の医学者・医師。専門は、救急医学・集中治療医学・麻酔科学。学位は、博士（医学）。
和歌山県立医科大学医学部救急・集中治療医学講座教授、和歌山県立医科大学附属病院高度救命救急センター長。

## 略歴
- 2000年3月 - 香川医科大学医学部卒業[1]
- 2000年4月 - 京都大学医学部附属病院整形外科研修医[1]
- 2001年6月 - 浜松労災病院整形外科研修医[2]
- 2002年4月 - 東海大学医学部専門診療診療学系救急医学臨床研修医[1]
- 2008年6月 - セントルイス・ワシントン大学医学部麻酔科博士後研究者[1]
- 2010年4月 - 東海大学医学部専門診療診療学系救急医学講師[1]
- 2014年4月 - 東海大学医学部専門診療診療学系救急医学専任准教授[1]
- 2015年4月 - 東海大学医学部専門診療診療学系救急医学専任准教授、東海大学医学部付属八王子病院救命救急センター長[1]
- 2018年8月 - 神戸大学大学院医学研究科外科系講座災害救急医学分野先進救命救急医学部門特命教授[1]、神戸大学医学部附属病院救命救急科救急部外来医長[2]
- 2023年10月 - 和歌山県立医科大学医学部救急・集中治療医学講座教授[3]、和歌山県立医科大学附属病院高度救命救急センター長[3]